# 1551 Argelander
1551 Argelander (tên chỉ định: 1938 DC1) là một tiểu hành tinh vành đai chính được phát hiện ngày 24 tháng 2 năm 1938 bởi Yrjö Väisälä ở Đài quan sát Iso-Heikkilä tại Turku, Phần Lan. Nó được đặt theo tên Friedrich Wilhelm Argelander, người đứng đầu đài thiên văn này vào thế kỷ 19 ở Turku.